# 滑坡謬誤
滑坡謬誤（Slippery slope）是一種非形式謬誤。從形式邏輯上是屬於假言三段論，使用连串的因果推论，却夸大了每个环节中的因果强度，将“可能性”转化为“必然性”，从而得到不合理的结论
，然而事实不一定会按照线性推论而发生，而有其他的可能性。
有些說法將連續體謬誤也歸為滑坡謬誤，但近來已較少這樣使用。
具有連串因果推論的論證未必是謬誤，因其推論形式本來就屬於形式邏輯中的假言三段論。換句話說就是在形式邏輯上能得到有效論證。而形成謬誤的關鍵位是出在於推論中每個論點是否有很強的連結。一個具有連串因果推論的論證是否構成滑坡謬誤，關鍵是每個論點彼此間的聯繫強度是否足夠，而非是否用了連串的因果推論。對此可見下方「非謬誤的運用」一節的討論。

## 解說
滑坡謬誤的典型形式為「如果發生{\displaystyle A_{1}}，接著就會發生{\displaystyle A_{2}}，接著就會發生{\displaystyle A_{3}}，接著就會發生{\displaystyle A_{4}}，……，接著就會發生{\displaystyle A_{n}}」，而後通常會明示或暗示地推論「{\displaystyle A_{n}}不應該發生，因此我們不應允許{\displaystyle A_{1}}發生」。{\displaystyle A_{1}}至{\displaystyle A_{2}}、{\displaystyle A_{2}}至{\displaystyle A_{3}}、{\displaystyle A_{3}}至{\displaystyle A_{4}}、……等因果關係好似一個個「坡」，從{\displaystyle A_{1}}推論至{\displaystyle A_{n}}的過程就像一個滑坡。
滑坡謬誤的問題在於，每個「坡」的因果強度不一，有些因果關係只是可能、而非必然，有些因果關係相當微弱，有些因果關係甚至是未知或缺乏證據的，因而即使{\displaystyle A_{1}}發生，也無法一路滑到{\displaystyle A_{n}}，{\displaystyle A_{n}}並非必然（或極可能）發生。若有充足證據顯示每個「坡」都有合理、強烈的因果連結，即不構成滑坡謬誤。

## 示例
例一

- 甲：「小華臨時打電話沒錢，為什麼你不願意借他十元呢？」

- 乙：「如果我借了，他明天又會跟我借一百元，接下來就借一千元、一萬元，我豈不破產？」

小華今天借十元，不表示他明天就會借一百元。就算小华今天借一百元，也不表示明天就會借一千元。就算小華借一千元甚至一萬元，也不表示乙就會破產，因为乙有权选择不借。
例二

孩子如果不上好國中，之後就考不上好高中，再來就考不進好大學，接著會找不到好工作，然後會窮困潦倒，一生就毀了！

孩子如果不上好國中也不表示之後就考不上好高中，就算考不上好高中也不表示再來就考不進好大學，就算考不進好大學也不表示就會找不到好工作，就算找不到好工作也不表示會窮困潦倒，就算窮困潦倒也不表示一生就毀了。
例三

員工偷懶公司便會損失，公司賺不到錢就要裁員，被裁員的人會沒工作，沒工作的人為了生計就會無惡不作。因此，上班偷懶是非常嚴重的罪惡。

公司損失也不表示公司會賺不到錢，就算公司賺不到錢也不表示公司就要裁員，就算公司裁員也不表示被裁員的人會沒工作，就算被裁員的人沒工作也不表示會為了生計無惡不作。
例四

- 甲：「我主張廢除死刑，因為死刑是一種慘忍的酷刑。」
- 乙：「今天你說死刑是酷刑，下次你會不會說把殺人犯關進監獄剝奪自由也是酷刑，對殺人犯施予處罰也是酷刑......那這樣下去，乾脆宣布殺人無罪算了。」

支持廢除死刑者不代表最後走向支持殺人無罪的的狀況。
例五（象箸之憂）

以前商紂王弄了一雙象牙筷子，箕子看到了感到恐懼。
他認為紂王有了象牙筷之後就會認為普通陶器餐具配不上，因此就必然會再想辦法得到犀角和玉石制的杯子；而在得到象牙筷和玉杯後，就必然不會滿足用高級餐具盛裝大豆等粗糧，只會想吃牦牛、大象和豹的胎盤之類的珍饈美饌；在吃到牦牛、大象和豹的胎盤之類的珍饈美饌後，就不會再想穿粗布短衣和住茅屋，而一定會想改穿九重錦衣，並住在高高的樓臺和寬廣的房間之內；如此下去整個天下的物質都將無法再滿足他的無窮物慾。—《韓非子．說林上》

如果不能證明說「有了象牙筷子，之後就必然會再想辦法得到犀角和玉石制的杯子」、「在得到象牙筷和玉杯後，就必然會想吃牦牛、大象和豹的胎盤之類的珍饈美饌」、「在吃到牦牛、大象和豹的胎盤之類的珍饈美饌後，就一定會想改穿九重錦衣，並住在高高的樓臺和寬廣的房間之內」這每一步的連結的夠強的話，那這個論證就犯了滑坡謬誤。
例六

你喜歡《幸運☆星》這種萌系動漫？今天你看了萌系動漫，明天就會對女孩子起非分之想，開始想玩十八禁遊戲；玩了十八禁遊戲，口味就會越來越重，直到開始看起獵奇向的東西；在看了獵奇向的東西後，可能就會躍躍欲試，找真實世界的女生下手，從此變成一個人格扭曲的性變態兼殺人魔，這樣你還要喜歡《幸運☆星》嗎？

喜歡萌系的東西不表示喜歡十八禁，喜歡十八禁不表示口味就會變得獵奇，喜歡獵奇也不表示會想在現實中實踐。
例七

同性婚姻通過後同性戀會增加，同性戀增加導致越來越少人跟異性生育，生育率不斷下降，最後國家滅亡。

同性婚姻通過未必導致同性戀增加；同性戀增加也未必導致生育率下降（存在輔助生殖技術允許同性伴侶進行生育）；就算生育率下降，也未必會導致國家滅亡。
例八

多數人民都愛國，愛國就要全力支持政府、支持黨和✕✕主義；而人民會全力支持政府、支持黨和✕✕主義，就表示✕✕主義的路線沒有錯、多數人民都樂於享受✕✕主義指導下的社會，因此他們樂於支持政府、支持黨和✕✕主義。

愛國不表示支持政府、支持黨和✕✕主義；支持政府、支持黨和✕✕主義不代表人們是因為樂在其中而這麼做的，也不代表✕✕主義是對的。
例九

廢除死刑會把死刑犯放出來，死刑犯是無可救藥的人，無可救藥的人會殺人放火，殺人放火的行為會使人民身處於恐懼之中。政府不應該讓人民處於恐懼中，因此該維持死刑。

這項論證的思維如次：「廢除死刑→死刑犯就會被釋放→死刑犯是→無可救藥的人會殺人放火→人民生活於恐懼之中」但廢除死刑不代表死刑犯就被釋放，也不是所有死刑犯都是無可救藥的人，即使是無可救藥的人也不定會殺人放火，因此這是滑坡謬誤；此例中，立論者藉由滑坡將廢除死刑與恐懼連結起來，因此這項論述也同時是訴諸恐懼，藉由喚起人們對於廢除死刑的恐懼，鞏固支持死刑的立場。
例十

甲:「我支持重機上高速公路，因為重機可以輕易超過高速公路最低要求速限。」
乙:「今天你讓重機上高速，明天腳踏車、電動輪椅也要爭取路權，乾脆行人也爭取上去了! 」

支持機車上高速公路不代表支持其他用路人權益，腳踏車、輪椅、行人並不能長時間維持在最低速限。
例十一（以色列聯合國代表發言）

吉拉德·埃爾丹：「若讓巴勒斯坦國成為聯合國正式會員，則伊斯蘭國或博科聖地等恐怖組織以後亦可獲批加入聯合國。」—2024年5月10日聯合國大會 （页面存档备份，存于）

首先聯合國每一宗申請均為獨立審核，不同申請個案並不會互相影響；其次巴勒斯坦之準國家地位於國際上有一定認授性，而且已長期作為聯合國觀察成員國已久，聯合國更早於1947年11月29日即已通過181號決議承認兩國方案，其官方地位與定位為非國家的恐怖組織截然不同；更遑論該等恐怖組織絕無申請聯合國會員資格的意圖。
例十二

甲:「英文並不是醫學教育的核心，而且念醫學院也不代表一定要念英文原文書。」
乙:「好啊，那就通通讀翻譯書啊! 」

支持醫學院不一定要念英文原文書，不代表支持醫學院通通念翻譯書。
例十三

「如果你開廣播節目，一定會吸引更多聽眾，然後節目更成功，最後你成為全國名人。」

滑坡謬誤（Slippery Slope）並不只限於負向結果的推論，而是指從某個起點「不當地」斷定必然會導向一連串結果的推理結構，無論這些結果是正向或負向。關鍵在於：若缺乏足夠的因果或概念連結，即使推向美好結局，也屬於同樣的推理謬誤；反之，若能提供合理證據證明各環節的可能性，則不構成謬誤，只是「連鎖推論」。）

## 非謬誤的運用
邏輯學教科書一般將滑坡論點視為謬誤的形式之一，但也經常指出「如果斜坡是真實存在，換言之若有良好證據顯示初始行動有非常高的可能性帶來某些結果，那麼滑坡也可以是良好的論點。論點的強度依賴於兩個因素。第一，是因果鏈之間各連結的強度；論點不能強過最弱的連結。第二，是在於連結的數量；連結愈多，愈可能有其他因素導致後果改變。」
在嚴格意義下，「若p則 … z」對於真實世界的滑坡論點，很可能不足以達到有力的演繹推理，且可能被視為謬誤。然而，學者Doug Walton認為滑坡論點並不是形式證明（formal proof），而是對於可能後果的務實論點。 此外，Mario Rizzo則指出「首先，滑坡是論點間的斜坡：即一項務實論點傾向於帶來另一項。當人們說一項論點（及其所支持之行動）傾向於帶來另一論點時，意思是後果出現的可能性增加，這不是說必然導致極高的可能，也非稱其不可避免。因此論點間的轉換，不是基於嚴格的邏輯蘊含關係」若接受 p 提升了 z 的可能性，則風險增加至超過容忍範圍之論點，可視為合理。當然，也同時有一定的空間，能否定 z 發生的可能性:255，以及議論風險的可容忍水準究竟為何。
Howard Kahane認為，「滑坡謬誤只發生在當我們接受某論點，而無進一步合理化或議論能指出第一步驟實行後將遵循其他步驟，或無法合理化第一步驟可事實上合理化剩下步驟時」由此也產生如何評估遵循特定步驟之可能性的問題。
Eugene Volokh在其文章「滑坡的機制」（The Mechanisms of the Slippery Slope）中，檢驗了諸種對於一個決定可能產生另一決定的可能性之不同方式。他考慮的方式包括，例如A能導致B更加有效率，以及例如A能改變態度，使對於B的接受更加可能等。他指出「如果你面對實證性問題『當我支持A時，可能導致其他人去支持B，這樣是否合理？』你應考慮所有使得A導致B的機制，無論其為邏輯上或心理上的、司法或立法上、漸進或突然⋯⋯你應設想可能使A改變條件的整體範圍，無論這些條件是公眾態度、政治走向、成本與利益、或者當別人考慮B時對你的影響。」:1030–1031 Volokh總結於指稱其分析是「暗示性地駁斥了將滑坡論點視為本質上邏輯謬誤的看法：若有某宣稱，將A會不可避免地導致B視為邏輯定論，這樣或可說是錯誤的，但若是較為溫和地宣稱A或可使B更加可能，則似乎可以接受。」:1134 Adam Corner等人也有類似結論，他們研究了滑坡論點的心理機制，指出「儘管在哲學上飽受臭名，滑坡論點使用（且似乎可以接受）在廣泛的各種務實脈絡中。實驗性的證據顯示在某些情況下，其實務上的接受是可以合理化的，不僅在於決策理論的框架下使其主觀地合理，也在於其表現了在客觀上所宣稱的滑坡事實上是如何存在。」:147
像是例如說「假若費馬最後定理不成立，那就可以找到一組正整數{\displaystyle A,B,C}以及質數{\displaystyle p}，使得{\displaystyle A^{p}+B^{p}=C^{p}}，而用這組正整數可以構造出一個橢圓曲線{\displaystyle y^{2}=x(x-A^{p})(x+B^{p})}，而這個橢圓曲線無法對應到任何的模形式，在這種狀況之下，谷山-志村猜想就不成立」，也就是說「假若費馬最後定理不成立，那就可以找到一組正整數{\displaystyle A,B,C}以及質數{\displaystyle p}，使得{\displaystyle A^{p}+B^{p}=C^{p}}」，然後「而用{\displaystyle A,B,C}以及質數{\displaystyle p}這組正整數可以構造出一個橢圓曲線{\displaystyle y^{2}=x(x-A^{p})(x+B^{p})}」，然後「{\displaystyle y^{2}=x(x-A^{p})(x+B^{p})}這個橢圓曲線無法對應到任何的模形式」，然後「如果有橢圓曲線無法對應到任何的模形式，谷山-志村猜想就不成立」。由於谷山-志村猜想和費馬最後定理之間的這種關聯已被證明，所以這不算謬誤。

## 外部連結
- （英文）Logical Fallacy: Slippery Slope（页面存档备份，存于）
- （英文）Fallacy: Slippery Slope（页面存档备份，存于）